# 42776 Касабланка
42776 Касабланка (42776 Casablanca) — астероїд головного поясу, відкритий 18 жовтня 1998 року.
Тіссеранів параметр щодо Юпітера — 3,178.